# Parçay-Meslay
Parçay-Meslay település Franciaországban, Indre-et-Loire megyében. Lakosainak száma 2574 fő (2022. január 1.). Parçay-Meslay Chanceaux-sur-Choisille, Monnaie, Notre-Dame-d’Oé, Rochecorbon és Tours községekkel határos.

## Népesség
A település népességének változása:
| Lakosok száma | 781  | 1538 | 1757 | 2364 | 2292 | 2269 | 2369 | 2474 | 2530 | 2574 |
|               | 1968 | 1982 | 1990 | 2006 | 2013 | 2015 | 2017 | 2019 | 2020 | 2022 |